# NGC 2098
NGC 2098 је расејано звездано јато у сазвежђу Златна риба које се налази на NGC листи објеката дубоког неба.
Деклинација објекта је - 68° 16' 32" а ректасцензија 5h 42m 30,4s. Привидна величина (магнитуда) објекта NGC 2098 износи 10,7 а фотографска магнитуда 10,9. NGC 2098 је још познат и под ознакама ESO 57-SC28.